# Miomantis rouxi
Miomantis rouxi är en bönsyrseart som beskrevs av Werner 1926. Miomantis rouxi ingår i släktet Miomantis och familjen Mantidae. Inga underarter finns listade i Catalogue of Life.